# Wenman Coke
Wenman Clarence Walpole Coke (geboren am 13. Juli 1828; gestorben am 10. Januar 1907) war ein britischer Militär und Politiker.

## Biografie
Wenman Coke war der vierte Sohn des Agrarreformers und Politikers Thomas William Coke, 1. Earl of Leicester, und dessen zweiter Frau Lady Anne Amelia Keppel. Sein älterer Bruder war Thomas Coke, 2. Earl of Leicester, der den Adelstitel von seinem Vater bekam. Coke war Lieutenant-Colonel bei den Scots Guards und kämpfte als Soldat im Krimkrieg. 1851 spielte er in einem First-Class Cricketmatch für den Marylebone Cricket Club gegen die Universität Oxford.
1858 wurde er als Vertreter der Liberal Party Abgeordneter des House of Commons für den Wahlbezirk Norfolk East und blieb dies bis 1865. Er starb unverheiratet 1907 im Alter von 78 Jahren.

## Dedikation

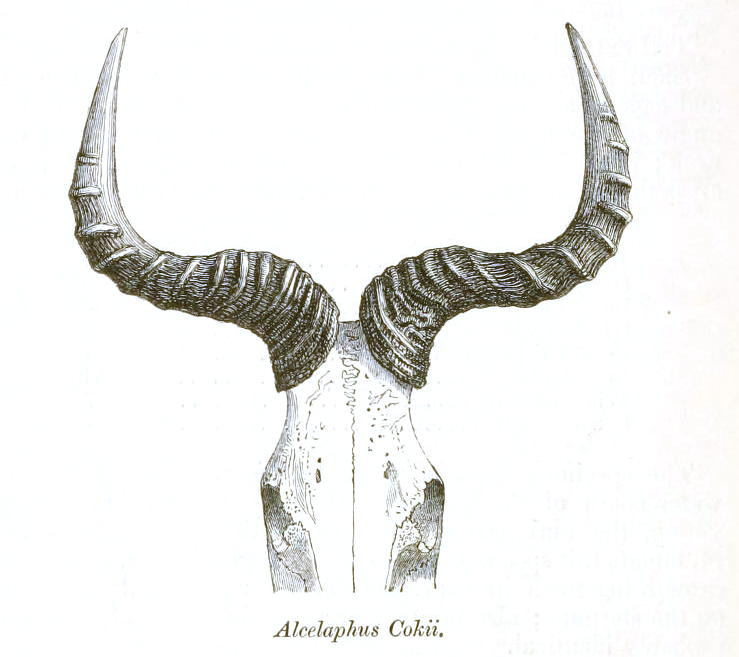
Schädel von Alcelaphus cokii, Zeichnung aus der Erstbeschreibung 1884

Der deutsche Zoologe Albert Günther beschrieb 1884 eine Art der Kuhantilopen anhand eines Schädels, den er einige Jahre vorher von Wenman Coke erhielt. Dieser hatte das Tier im heutigen Tansania auf einer Reise in die Mpwapwa Mountains geschossen. Günther beschrieb die Antilope als neue Art unter dem Namen Alcelaphus cokii. Die Antilope wurde lange als Unterart der Nordafrikanischen Kuhantilope als Alcelaphus buselaphus cokii eingeordnet, gilt heute jedoch wieder als eigenständige Art.

## Belege
1. 1 2 3  „Coke“ In: Bo Beolens, Michael Grayson, Michael Watkins: The Eponym Dictionary of Mammals. Johns Hopkins University Press, 2009; S. 82; ISBN 978-0-8018-9304-9.
2. 1 2  Albert Günther: Note on some East-African antelopes supposed to be new. The Annals and Magazine of Natural History; Zoology, Botany, and Geology 15 (series 5), 1884; S. 425–429. (Digitalisat).
3. ↑  Øystein Flagstad, Per Ole Syvertsen, Nils Chr. Stenseth und Kjetill S. Jakobsen: Environmental change and rates of evolution: the phylogeographic pattern within the hartebeest complex as related to climatic variation. Proceedings of the Royal Society of London B 268, 2001, S. 667–677. doi:10.1098/rspb.2000.1416
4. ↑  Colin P. Groves und David M. Leslie Jr.: Family Bovidae (Hollow-horned Ruminants). In: Don E. Wilson und Russell A. Mittermeier (Hrsg.): Handbook of the Mammals of the World. Volume 2: Hooved Mammals. Lynx Edicions, Barcelona 2011, ISBN 978-84-96553-77-4, S. 696.

| Personendaten    | Personendaten                                      |
| ---------------- | -------------------------------------------------- |
| NAME             | Coke, Wenman                                       |
| ALTERNATIVNAMEN  | Coke, Wenman Clarence Walpole (vollständiger Name) |
| KURZBESCHREIBUNG | britischer Militär und Politiker                   |
| GEBURTSDATUM     | 13. Juli 1828                                      |
| STERBEDATUM      | 10. Januar 1907                                    |